# Virtual Reality Church
Virtual Reality Church, или же VR Church (англ. Церковь виртуальной реальности) — протестантская пятидесятническая религиозная организация, богослужения которой проходят в виртуальной реальности. Согласно информации международной ассоциации National Religious Broadcasters, является первой в мире полностью существующей в виртуальном пространстве церковью. Богослужения еженедельно посещают около 150 человек.

## История
Церковь была основана в 2016 году разработчиками Брайаном Леопольдом, Алистером Кларксоном, создавшим мобильное приложение для обмена псалмами, а также экспериментировавшим с прямой трансляцией проповедей в социальных сетях пастором Дэвидом Сото. В настоящее время последний совершает в Церкви виртуальной реальности регулярные богослужения, оставив для этого миссионерскую работу в Рединге, штат Пенсильвания. Они стали первыми старейшинами церкви.
С момента своего основания VR Church существует исключительно на платформе AltspaceVR. 20 мая 2018 года в Церкви виртуальной реальности был впервые проведен обряд крещения полным погружением: его провел один из старейшин церкви, Брайан Леопольд. Одним из отличий от совершающегося в реальности обряда стала его длительность — крещаемый оставался «под водой» в виртуальном бассейне около минуты.

## Вероучение
Церковь использует апостольский символ веры в следующем изложении:
| Оригинал (англ.) | Перевод |
| --- | --- |
| We believe in God, the Father Almighty, Creator of heaven and earth; and in Jesus Christ, His only Son, our Lord; Who was conceived by the Holy Spirit, born of the Virgin Mary, suffered under Pontius Pilate, was crucified, died, and was buried. He descended into hell; the third day He arose again from the dead. He ascended into heaven, and sits at the right hand of God, the Father Almighty; from thence He shall come to judge the living and the dead. We believe in the Holy Spirit, the Church, the communion of Saints, the forgiveness of sins, the resurrection of the body and life everlasting. Amen. | Мы верим в Бога, Отца Всемогущего, Творца неба и земли; и в Иисуса Христа, Его единственного Сына, Господа нашего; Который был зачат Святым Духом, рождён Девой Марией, страдал при Понтии Пилате, был распят, умер и погребён. Он сошел в ад; в третий день Он воскрес вновь из мёртвых. Он восшёл на небеса и восседает одесную Бога, Отца Всемогущего; оттуда Он придёт судить живых и мёртвых. Мы верим во Святого Духа, Церковь, общение Святых, прощение грехов, воскресение тела и жизнь вечную. Аминь. |

Кроме того, VR Church пользуется миссионерской методикой APEST (или же APEPT), разработанной австралийским проповедником Аланом Хиршем.